# Yulan Adonay Archaga Carias
Yulan Adonay Archaga Carias (ur. 13 lutego 1982 w San Pedro Sula) – honduraski obywatel oskarżony o kierowanie grupą przestępczą Mara Salvatrucha na terenie Hondurasu oraz wspieranie siostrzanych grup na terenie Ameryki Środkowej i Stanów Zjednoczonych, 526. osoba umieszczona na liście 10 Najbardziej Poszukiwanych Zbiegów Federalnego Biura Śledczego. 

## Zarzuty kierowania grupą przestępczą
Jest podejrzewany o kierowanie grupą przestępczą Mara Salvatrucha na terenie Hondurasu oraz wspieranie grup Mara Salvatrucha na terenie Ameryki Środkowej i Stanów Zjednoczonych poprzez zaopatrywanie ich w broń palną, narkotyki i środki finansowe. Posługuje się także pseudonimem “Porky”. Podejrzewa się go o zlecanie lub uczestniczenie w zabójstwach członków rywalizujących gangów oraz w przemycie kokainy przez Honduras do Stanów Zjednoczonych w dużych ilościach.

## Oskarżenie i postępowanie
Został oskarżony przez sąd okręgowy południowej części stanu Nowy Jork o racketeering, import kokainy oraz posiadanie i spisek w celu pozyskania karabinów maszynowych. 3 listopada 2021 roku został dodany do listy 10 Najbardziej Poszukiwanych Zbiegów FBI. Był 526. osobą dodaną do listy, zastępując na niej Roberta Williama Fishera. Jego sprawa jest częścią operacji FBI Joint Task Force Vulcan, uruchomionej w sierpniu 2019, której celem jest rozbicie międzynarodowych organizacji przestępczych takich jak Mara Salvatrucha.